# Acroneuria sinica
Acroneuria sinica är en bäcksländeart som beskrevs av Yang, D. och C. Yang 1998. Acroneuria sinica ingår i släktet Acroneuria och familjen jättebäcksländor. Inga underarter finns listade i Catalogue of Life.